# Стројимир Властимировић
Стројимир (грч. Στροΐμηρος) је био српски великаш, који је живео средином 9. века. Припадао је династији Властимировића и био је син кнеза Властимира и брат кнеза Мутимира. Сачуван је његов печат, изливен од злата, на коме пише: Боже, помози Стројимиру.

## Биографија
Главни историјски извор који помиње Стројимира је спис „De administrando imperio“, дело византијског цара Константина Порфирогенита, у коме он наводи да је приликом наслеђивања власти након смрти кнеза Властимира дошло до сукоба између његових синова, услед чега је најстарији од њих, кнез Мутимир, послао своју млађу браћу Стројимира и Гојника у Бугарску. Није познато да ли су се Стројимир и Гојник икада вратили у Србију.

## Извори и литература

### Викизворник
- Константин Порфирогенит, „De administrando Imperio“ („О управљању Царством“) (глава 32)